# Kanotsport

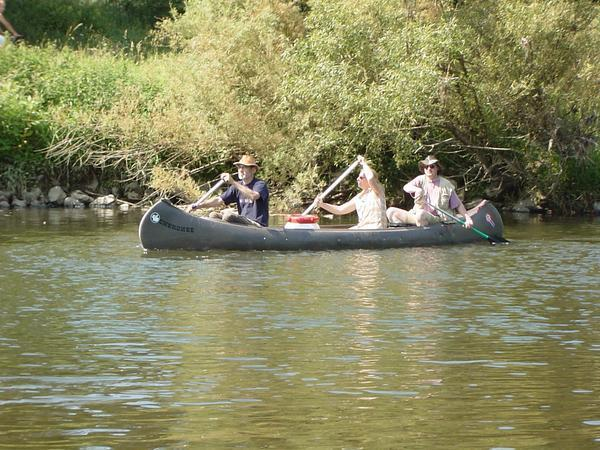
Kanotvandring i Tyskland

Kanotsport är sportidrott som utövas med kanoter. Inom begreppet finns ett flertal grenar som till exempel kanotslalom, freestyle, kajakkross, kanotpolo, kanotsegling, sprint-racing och maraton. Grenarna kanotslalom och racing finns med i Olympiska sommarspelen. Man tävlar normalt i enmans-, tvåmans- och fyrmanskajak (K1, K2 respektive K4) och i kanadensare, enmans-, tvåmans- och fyrmans- (C1, C2 respektive C4), men även andra kanotgrenar förekommer såsom outrigger (1-6 personer) och drakbåt (12 eller 22 personer).
Det första internationella kanotförbundet, IRK, grundades 1924 med Sverige, Danmark, Tyskland och Österrike som medlemsländer.
Vid denna tid var långfärdspaddling utan tävlingsinslag en viktig del av kanotidrotten, i hög grad drivet av den svenska bredare bilden av idrott.
Internationella tävlingar kom igång på allvar under 1930-talet och det var Tjeckoslovakien som arrangerade de första EM-tävlingarna som hölls år 1933. Det första officiella världsmästerskapen i kanot arrangerades i Sverige av Vaxholms Kanotsällskap 1938. Då tävlades i en- och tvåmanskajak och i faltbåt. Distanserna var 1500 meter och 10.000 meter. Första gången som kanot blev en OS-gren var år 1936 i Berlin-olympiaden. 
När andra världskriget hade tagit slut samlades representanter från tolv olika länder 1946 på Bosön i Stockholm för att tillsammans nybilda det internationella kanotförbundet, nu under namnet ICF (International Canoe Federation). Den första presidenten för ICF blev svensken Jonas Asschier som var det svenska kanotförbundets dåvarande ordförande.

## Kanotsporten i Sverige

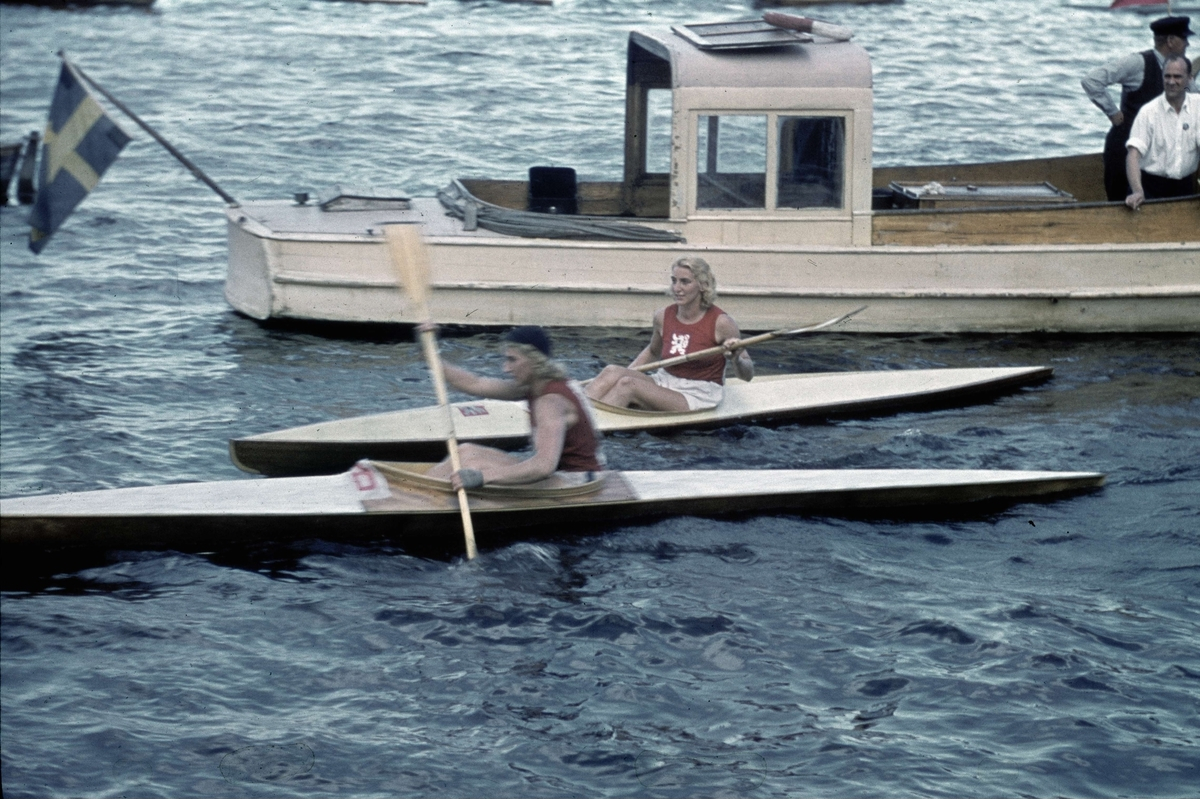
Vaxholm 1938

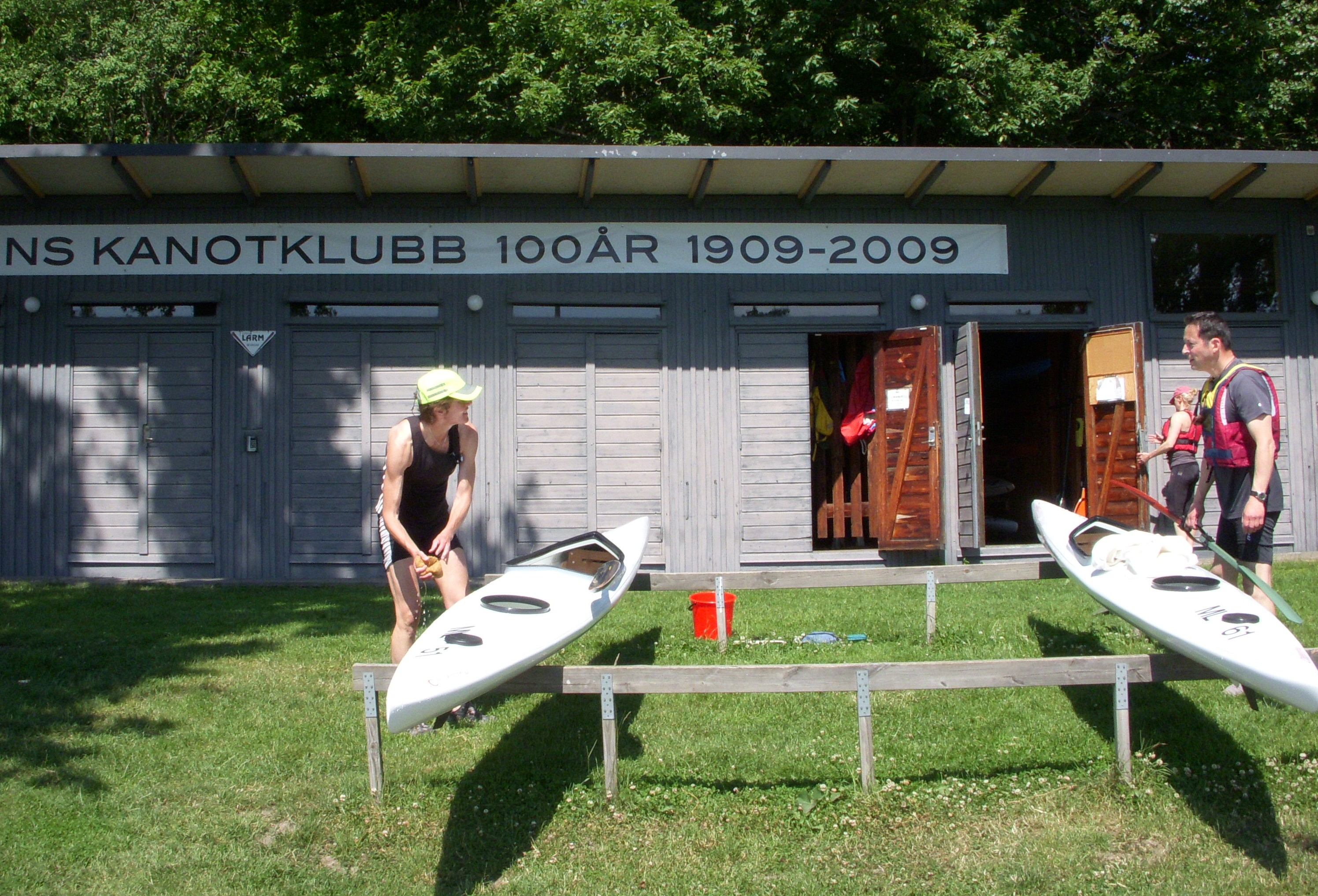
Brunnsvikens Kanotklubb

Man brukar räkna med att den svenska kanotsporten började 1866, då britten John Mac Gregor paddlade från Kristiania till Stockholm och vidare till Köpenhamn och Hamburg. Under de närmaste decennierna byggdes enstaka kanoter i Sverige, och det importerades även kanoter från Storbritannien. Den svenska kanotpionjären framför andra var Carl Smith, som bland annat ritade ett antal kanoter och skrev flitigt i ämnet.
1900 grundades Föreningen för Kanot-Idrott (FKI), som spelade en pionjärroll för kanotsportens utveckling både i Sverige och internationellt. 1907 arrangerade FKI de första svenska mästerskapen i paddling, 1500 meter i enmanskanoter. 1904 grundade FKI det Svenska Kanotförbundet och stod under de första åren för förbundets ledning.
Världsmästerskapen har arrangerats i Sverige två gånger. 1938 anordnades de allra första världsmästerskapen. Vid världsmästerskapen i maraton 1996, arrangerades utöver de vanliga VM-klasserna i enmanskajak och tvåmanskajak för världseliten för första gången även veteran-VM och junior-VM över maratondistanserna (då 42 km för seniorer och 21 för juniorer och veteraner). Båda arrangemangen genomfördes i Vaxholm av Vaxholms kanotsällskap. Gert Fredriksson är den mest kände svenska kanotisten, med sina sex OS-guld är han den störste svenska olympiern genom tiderna.
Intresset för kanotpaddling och kanotsegling har varierat genom åren, men under de senaste decennierna har paddlingen ökat kraftigt i popularitet och dominerar i de flesta kanotklubbarna. Sporten omfattar idag drygt hundra klubbar över hela Sverige, med alla olika grenar representerade. Det stora flertalet paddlare är dock inte organiserade i någon förening. Kanotsegling var som populärast under 1930- till 1960-talen men utövas fortfarande aktivt i bland annat Stockholm, Göteborg, Karlstad, Kristinehamn, Örebro och Oxelösund .